# 다나 난다
다나 난다(산스크리트어: धना नन्दः)는 불교 경전인 보디밤사에 따르면 기원전 321년 사망한 마가다의 마지막 난다 왕조 군주이다.
찬드라굽타 마우리아는 군대를 일으켜 결국 난다의 수도인 파탈리푸트라를 정복하고 다나 난다를 물리쳤다. 이 패배는 난다 제국의 몰락과 마우리아 제국의 탄생을 알렸다.
자이나교 전통은 마지막 난다 황제에 대해 비슷한 전설을 제시하지만, 단순히 황제를 "난다"라고 부르며, 패배 후 수도를 떠나는 것이 허용되었다고 말한다. 푸라나는 다른 설명을 제공하며, 마지막 난다 황제를 왕조의 창시자인 마하파드마 난다의 여덟 아들 중 한 명으로 묘사한다. 그리스-로마 기록은 알렉산드로스 대왕 시대 인도의 통치자를 아그람메스 또는 크산드라메스로 지칭하며, 현대 역사가들은 그를 마지막 난다 황제로 파악한다. 이 기록에 따르면, 알렉산드로스의 병사들은 이 황제의 강력한 군대와의 전쟁 가능성에 직면하자 반란을 일으켰다.

## 불교 전통
불교 경전인 마하밤사는 9명의 난다 왕들을 언급하는데, 이들은 모두 형제였으며 총 22년 동안 연달아 통치했다. 이 왕들 중 첫 번째는 우그라세나였고, 마지막은 다나 난다였다.
1. 우그라세나 (팔리어로는 우가세나)
2. 판두카
3. 판두가티
4. 부타팔라
5. 라슈트라팔라
6. 고비샤나카
7. 다샤싯다카
8. 카이바르타
9. 다나 난다

불교 전통에 따르면, 다나 난다는 푸파푸라(푸슈파푸라)에서 열린 자선 행사 도중 차나키야의 추한 외모를 모욕하며 그를 모임에서 쫓아내라고 명령했다. 차나키야는 왕을 저주했고, 왕은 그를 체포하라고 명령했다. 차나키야는 도망쳐 왕의 아들 팝바타와 친구가 되었고, 왕자가 왕위를 차지하도록 선동했다. 왕자가 준 인장 반지의 도움으로 차나키야는 난다 궁전을 탈출했다. 다나 난다를 전복시키기로 결심한 그는 1개의 동전을 8개의 동전으로 바꿀 수 있는 비밀 기술을 사용하여 군대를 모으기 위한 재산을 얻었다.
차나키야는 다나 난다를 대체할 두 후보, 즉 팝바타와 이전 왕족 출신인 찬드라굽타 마우리아를 선택했다. 그들을 시험하기 위해 그는 각자에게 양모 실로 목에 걸 수 있는 부적을 주었다. 어느 날, 찬드라굽타가 잠든 동안 그는 팝바타에게 찬드라굽타를 깨우지 않고 양모 실을 끊지 않고 제거하도록 요청했다. 팝바타는 이 임무를 완수하지 못했다. 얼마 후, 팝바타가 잠들어 있을 때, 차나키야는 찬드라굽타에게 같은 임무를 완수하도록 도전했다. 찬드라굽타는 팝바타의 목을 잘라 양모 실을 회수했다. 다음 7년 동안 차나키야는 찬드라굽타를 훈련하고 멘토링했다. 찬드라굽타가 성인이 되자, 차나키야는 자신의 재산을 사용하여 군대를 모았다.
군대는 다나 난다의 수도를 침공했지만, 결정적으로 패배하고 해산되었다. 이후 찬드라굽타와 차나키야는 새로운 군대를 모아 국경 마을을 점령하기 시작했다. 점차 그들은 난다의 수도 파탈리푸타(파탈리푸트라)로 진격하여 다나 난다를 살해했다. 차나키야는 어부를 통해 다나 난다의 보물을 발견하고 찬드라굽타를 새 왕으로 임명했다.

## 마지막 난다 왕에 대한 다른 설명

### 자이나교 전통
자이나교 전통에는 불교 전설과 여러 유사점을 가진 전설이 포함되어 있지만, "다나 난다"라는 이름은 언급되지 않는다. 자이나교 문헌은 단순히 차나키야의 적수 왕을 "난다"라고 부른다. 자이나교 전통에 따르면, 차나키야는 왕에게 기부를 요청하기 위해 난다의 수도 파탈리푸트라를 방문했지만, 왕의 하인에게 모욕을 당했다. 그는 난다 왕조를 전복시키겠다고 맹세했다. 그는 찬드라굽타를 발견하고 멘토링했으며, 초기 실패 후 난다 군대를 물리친 군대를 일으켰다. 그러나 불교 전통과는 달리, 자이나교 전통은 난다 왕이 패배 후 수도를 떠나는 것이 허용되었다고 말한다. 왕의 딸은 찬드라굽타와 사랑에 빠져 그와 결혼했다. 이 전설은 이 딸의 이름을 명시하지 않지만, 나중에 두르다라를 찬드라굽타의 아들인 빈두사라의 어머니로 지칭한다.
난다의 재상은 사카달라였고, 그에게는 스툴라바드라 (기원전 297-198년)와 스리카야라는 두 아들이 있었다. 스리카야는 왕의 개인 경호원이 되었다. 스툴라바드라는 왕실 무용수 루파코사를 사랑했고 12년 동안 그녀와 함께 살았다. 사카달라는 그의 정적 바리치의 계략으로 살해되었고, 그 후 그의 아들 스리카야가 재상이 되었다.

### 푸라나
불교 전통과 마찬가지로 푸라나도 9명의 난다 왕이 있었다고 말한다. 그러나 그들은 이 왕들 중 첫 번째를 마하파드마 난다라고 명명하며, 다음 8명의 왕이 그의 아들이라고 말한다. 푸라나는 이 아들들 중 수칼파 한 명만 이름을 언급한다. 18세기 푸라나 주석가인 둔디라자는 찬드라굽타 마우리아가 사르바타싯디라는 난다 왕의 손자였다고 주장하지만, 이 주장은 푸라나 자체에는 나타나지 않는다.

### 그리스-로마 기록
그리스 기록은 알렉산드로스 대왕 시대 인도의 통치자를 아그람메스 또는 크산드라메스로 지칭하며, 현대 역사가들은 그를 마지막 난다 왕으로 파악한다. "아그람메스"는 산스크리트어 "아우그라사이냐"(문자적으로 "우그라세나의 아들 또는 후손", 우그라세나는 불교 전통에 따른 왕조 창시자의 이름)의 그리스어 표기일 수 있다. 그리스-로마 전통은 이 왕조에 단 두 명의 왕이 있었다고 시사한다. 쿠르티우스에 따르면, 왕조의 창시자는 이발사 출신 왕이었고, 그의 아들은 찬드라굽타 마우리아에게 전복되었다.
인도 왕 포루스와 페겔레스(바갈라)는 알렉산드로스에게 아그람메스가 그의 신하들 사이에서 인기가 없다는 것을 알렸다고 한다. 로마 역사가 퀸투스 쿠르티우스 루푸스에 따르면, 그의 군대는 보병 200,000명, 기병 20,000명, 4두 라타 2,000대, 전투 코끼리 3,000마리로 구성되었다고 한다. 그리스 기록은 아그람메스를 강가리다이 (갠지스 평원)와 프라시(아마도 산스크리트어 프라치아스, 문자적으로 "동방인"의 음역)의 통치자로 묘사한다. 난다의 강력한 군대에 맞서는 가능성에 직면하자, 알렉산드로스의 병사들은 반란을 일으켰고, 그는 인도에서 후퇴할 수밖에 없었다.
모든 역사적 기록은 마지막 난다 왕이 그의 신하들 사이에서 인기가 없었다는 데 동의한다. 디오도로스에 따르면, 포로스는 알렉산드로스에게 동시대의 난다 왕이 "가치 없는 인물"이었고, 천한 출신으로 여겨져 신하들에게 존경받지 못했다고 말했다. 쿠르티우스도 포루스에 따르면 난다 왕이 신하들에게 경멸받았다고 언급한다. 플루타르코스는 안드로코토스(찬드라굽타로 확인됨)가 알렉산드로스를 만났다고 주장하는데, 안드로코토스는 나중에 알렉산드로스가 난다 왕이 악하고 천한 출신이어서 신하들에게 미움과 경멸을 받았기 때문에 난다 영토(강가리다이와 프라시)를 쉽게 정복할 수 있었을 것이라고 선언했다. 스리랑카 불교 전통은 난다 왕조가 탐욕스럽고 억압적인 세금을 부과했다고 비난한다. 인도의 푸라나는 난다 왕조를 아다르미카(adharika)라고 부르며, 그들이 다르마 또는 의로운 행위의 규범을 따르지 않았음을 나타낸다.

## 대중문화
다나 난다는 인도 텔레비전에서 차나키야 또는 찬드라굽타 마우리아의 삶을 묘사하는 거의 모든 시리즈의 주요 적대자로 등장한다.
- 서사 역사 드라마 차나키야 (TV 시리즈)에서 수라지 차다(Suraj Chaddha)가 다나 난다 역을 맡았다.
- 찬드라굽타 마우리아 (2011년 TV 시리즈)에서 수라지 타파르가 다나 난다를 연기했다.
- 찬드라 난디니 TV 드라마에서 로케시 바타(Lokesh Batta)가 다나 난다 역을 맡았다.
- 포루스 (TV 시리즈)와 찬드라굽타 마우리아 (2018년 TV 시리즈)에서 사우라브 라지 자인이 다나 난다 역을 맡았다.

### 참고 문헌
- Dilip Kumar Ganguly (1984). 《History and Historians in Ancient India》. Abhinav Publications. 23쪽. ISBN 978-0-391-03250-7.
- H. C. Raychaudhuri (1988) [1967]. 〈India in the Age of the Nandas〉.   K. A. Nilakanta Sastri. 《Age of the Nandas and Mauryas》 Seco판. Delhi: Motilal Banarsidass. ISBN 978-81-208-0466-1.
- Ian Worthington (2014). 《By the Spear: Philip II, Alexander the Great, and the Rise and Fall of the Macedonian Empire》. Oxford University Press. ISBN 978-0-19-992986-3.
- Irfan Habib; Vivekanand Jha (2004). 《Mauryan India》. A People's History of India. Aligarh Historians Society / Tulika Books. ISBN 978-81-85229-92-8.
- Mookerji, Radha Kumud (1966), 《Chandragupta Maurya and his times》 4판, Motilal Banarsidass, ISBN 81-208-0433-3
- Shah, Natubhai (2004) [First published in 1998], 《Jainism: The World of Conquerors》 I, Motilal Banarsidass, ISBN 978-81-208-1938-2
- Upinder Singh (2008). 《A History of Ancient and Early Medieval India: From the Stone Age to the 12th Century》. Pearson Education India. ISBN 978-81-317-1677-9.
- Thomas Trautmann (1971). 《Kauṭilya and the Arthaśāstra: a statistical investigation of the authorship and evolution of the text》. Brill.